# Ambassade du Luxembourg en France
L'ambassade du Luxembourg en France est la représentation diplomatique du grand-duché de Luxembourg auprès de la République française. Elle est située 33, avenue Rapp dans le 7e arrondissement de Paris, la capitale du pays. Son ambassadeur est, depuis 2022, Marc Ungeheuer.

## Histoire
Dans les années 1900, la légation du Luxembourg se trouvait 35 rue d'Artois (8e arrondissement).

## Consulat
Luxembourg possède aussi un consulat général à Strasbourg.

## Ambassadeurs du Luxembourg en France
| Date de nomination                                                  | Date de nomination                                                  | Date de remise des lettres de créance                               | Date de remise des lettres de créance                               | Diplomate                                                           |
| En qualité d'envoyés extraordinaires et ministres plénipotentiaires | En qualité d'envoyés extraordinaires et ministres plénipotentiaires | En qualité d'envoyés extraordinaires et ministres plénipotentiaires | En qualité d'envoyés extraordinaires et ministres plénipotentiaires | En qualité d'envoyés extraordinaires et ministres plénipotentiaires |
| ------------------------------------------------------------------- | ------------------------------------------------------------------- | ------------------------------------------------------------------- | ------------------------------------------------------------------- | ------------------------------------------------------------------- |
| ?                                                                   |                                                                     | 18 novembre 1944                                                    | [ JORF 1 ]                                                          | Antoine Funck                                                       |
| ?                                                                   |                                                                     | 18 décembre 1951                                                    | [ JORF 2 ]                                                          | Albert Wehrer                                                       |
| ?                                                                   |                                                                     | 15 janvier 1953                                                     | [ JORF 3 ]                                                          | Robert Als                                                          |
| En qualité d'ambassadeurs extraordinaires et plénipotentiaires      |                                                                     |                                                                     |                                                                     |                                                                     |
| ?                                                                   |                                                                     | 21 octobre 1955                                                     | [ JORF 4 ]                                                          | Robert Als                                                          |
| ?                                                                   |                                                                     | 21 décembre 1962                                                    | [ JORF 5 ]                                                          | Nicolas Hommel                                                      |
| ?                                                                   |                                                                     | 18 novembre 1967                                                    | [ JORF 6 ]                                                          | Georges Heisbourg (lb)                                              |
| ?                                                                   |                                                                     | 19 mars 1971                                                        | [ JORF 7 ]                                                          | Camille Dumont                                                      |
| ?                                                                   |                                                                     | 7 septembre 1978                                                    | [ JORF 8 ]                                                          | André Philippe                                                      |
| ?                                                                   |                                                                     | 21 septembre 1984                                                   | [ JORF 9 ]                                                          | Pierre Wurth                                                        |
| ?                                                                   |                                                                     | 7 janvier 1992                                                      | [ JORF 10 ]                                                         | Paul Mertz                                                          |
| ?                                                                   |                                                                     | 7 septembre 1998                                                    | [ JORF 11 ]                                                         | Jean-Marc Hoscheit                                                  |
| ?                                                                   |                                                                     | 5 septembre 2003                                                    | [ JORF 12 ]                                                         | Hubert Wurth                                                        |
| ?                                                                   |                                                                     | 19 février 2008                                                     | [ JORF 13 ]                                                         | Georges Santer                                                      |
| ?                                                                   |                                                                     | 22 février 2013                                                     | [ JORF 14 ]                                                         | Paul Dühr                                                           |
| ?                                                                   |                                                                     | 13 octobre 2017                                                     | [ JORF 15 ]                                                         | Martine Schommer                                                    |
| ?                                                                   |                                                                     | 13 octobre 2022                                                     | [ JORF 16 ]                                                         | Marc Ungeheuer                                                      |

## Résidence de l'ambassadeur
La résidence de l'ambassadeur se trouve 8 avenue Émile-Deschanel (7e arrondissement de Paris).

## Annexe